# 第二次世界大戦に関する映画の一覧
第二次世界大戦に関する映画の一覧（だいにじせかいたいせんにかんするえいがのいちらん）。この項目では、第二次世界大戦を扱った映画や背景にした映画について、一部の例を一覧として挙げる。
大戦中は両陣営でプロパガンダ作品が多く作られた他、戦後も終戦直後から現在に至るまで様々な作戦や人物、戦闘にフォーカスした作品が制作されている。

## 1940年代
| 制作年 | 制作国         | 題名                                     | 監督                     | 扱われた戦闘・出来事・人物など                                               |
| ------ | -------------- | ---------------------------------------- | ------------------------ | ---------------------------------------------------------------------------- |
| 1940   | アメリカ合衆国 | 独裁者 The Great Dictator                | チャールズ・チャップリン | ナチズムを風刺                                                               |
| 1941   | ドイツ国       | リュッツォ爆撃隊                         | ハンス・ベルトラム       | ポーランド侵攻におけるドイツ爆撃隊                                           |
| 1941   | ドイツ国       | 急降下爆撃隊                             | カール・リッター         | ダンケルクの戦いにおけるドイツ爆撃隊                                         |
| 1941   | ドイツ国       | 潜水艦西へ!! U-Boote westwärts!          | ギュンター・リター       | 大西洋におけるUボートの戦い                                                  |
| 1941   | イギリス       | 潜水艦轟沈す 49th Parallel               | マイケル・パウエル       | カナダを舞台に、Uボート乗組員たちの逃避行を描く                              |
| 1942   | アメリカ合衆国 | カサブランカ Casablanca                  | マイケル・カーティス     | 親ドイツのヴィシー政権の支配下にあったフランス領モロッコのカサブランカが舞台 |
| 1942   | イギリス       | スピットファイアー Spitfire              | レスリー・ハワード       | 戦闘機スピットファイア開発                                                   |
| 1942   | 日本           | ハワイ・マレー沖海戦                     | 山本嘉次郎               | 真珠湾攻撃およびマレー沖海戦                                                 |
| 1942   | 日本           | 香港攻略 英國崩るゝの日                  | 田中重雄                 | 香港の戦い                                                                   |
| 1942   | 日本           | 翼の凱歌                                 | 山本薩夫                 | 陸軍パイロット                                                               |
| 1943   | アメリカ合衆国 | 死刑執行人もまた死す Hangmen Also Die    | フリッツ・ラング         | ナチス占領下のプラハが舞台                                                   |
| 1943   | アメリカ合衆国 | ガダルカナル・ダイアリー                 | ルイス・セイラー         | ガダルカナル島の戦い                                                         |
| 1943   | アメリカ合衆国 | 空軍/エア・フォース                      | ハワード・ホークス       | 太平洋における米空軍の戦い                                                   |
| 1943   | 日本           | 海軍                                     | 田坂具隆                 | 九軍神                                                                       |
| 1943   | 日本           | シンガポール總攻撃                       | 島耕二                   | シンガポールの戦い                                                           |
| 1943   | 日本           | マライの虎                               | 古賀聖人                 | 谷豊（ハリマオ）                                                             |
| 1944   | アメリカ合衆国 | バターンを奪回せよ                       | エドワード・ドミトリク   | フィリピンの戦い                                                             |
| 1944   | アメリカ合衆国 | 東京上空三十秒 Thirty Seconds Over Tokyo | マーヴィン・ルロイ       | ドーリットル空襲                                                             |
| 1944   | アメリカ合衆国 | ミッドウェイ囮作戦                       | ヘンリー・ハサウェイ     | ミッドウェイ海戦                                                             |
| 1944   | 日本           | あの旗を撃て コレヒドールの最後          | 阿部豊                   | フィリピンの戦い                                                             |
| 1944   | 日本           | 加藤隼戦闘隊                             | 山本嘉次郎               | 加藤隼戦闘隊                                                                 |
| 1944   | 日本           | 雷撃隊出動                               | 山本嘉次郎               | 日本海軍の雷撃隊                                                             |
| 1944   | 日本           | 肉弾挺身隊                               | 田中重雄                 | ガダルカナル島の戦い                                                         |
| 1945   | アメリカ合衆国 | コレヒドール戦記                         | ジョン・フォード         | フィリピンの戦い                                                             |
| 1945   | イタリア       | 無防備都市 Roma, città aperta            | ロベルト・ロッセリーニ   | 第2次世界大戦末期、ドイツ軍占領下のローマが舞台                              |
| 1946   | イタリア       | 戦火のかなた Paisà                       | ロベルト・ロッセリーニ   | イタリア戦線 (第二次世界大戦)                                                |
| 1947   | 中華民国       | 春の河、東へ流る 一江春水向東流          | 蔡楚生、鄭君里           | 日中戦争                                                                     |
| 1949   | ソビエト連邦   | ベルリン陥落 Падение Берлина             | ミハイル・チアウレリ     | 独ソ戦全体、ベルリンの戦いがクライマックス                                   |
| 1949   | アメリカ合衆国 | 硫黄島の砂 Sands of Iwo Jima             | アラン・ドワン           | 硫黄島の戦い                                                                 |

## 1950年代
| 制作年 | 制作国                  | 題名                                     | 監督                                           | 扱われた戦闘・出来事・人物など                                                       |
| ------ | ----------------------- | ---------------------------------------- | ---------------------------------------------- | ------------------------------------------------------------------------------------ |
| 1950   | 日本                    | また逢う日まで                           | 今井正                                         | 戦時下における若者たちの悲劇を描いた恋愛映画                                         |
| 1950   | 日本                    | 日本戦歿学生の手記 きけ、わだつみの声    | 関川秀雄                                       | 学徒動員とインパール作戦                                                             |
| 1950   | 日本                    | 暁の脱走                                 | 谷口千吉                                       | 日中戦争                                                                             |
| 1950   | アメリカ合衆国          | 三人の帰宅 Three Came Home               | ジーン・ネグレスコ                             | サンダカン死の行進、ボルネオの戦い                                                   |
| 1951   | アメリカ合衆国          | 砂漠の鬼将軍 The Desert Fox              | ヘンリー・ハサウェイ                           | 北アフリカ戦線                                                                       |
| 1952   | フランス                | 禁じられた遊び                           | ルネ・クレマン                                 | 1940年、ドイツ軍侵攻下のフランス郊外が舞台                                           |
| 1952   | 日本                    | 真空地帯                                 | 山本薩夫                                       | 野間宏の同名小説の映画化                                                             |
| 1952   | 日本                    | 原爆の子                                 | 新藤兼人                                       | 原作：『原爆の子〜広島の少年少女のうったえ』                                         |
| 1953   | アメリカ合衆国          | 地上より永遠に                           | フレッド・ジンネマン                           | 真珠湾攻撃                                                                           |
| 1953   | アメリカ合衆国          | 第十七捕虜収容所                         | ビリー・ワイルダー                             | 第二次大戦中にドイツにあった第17捕虜収容所が舞台                                     |
| 1953   | イギリス                | マルタ島攻防戦 Malta Story               | ブライアン・デズモンド・ハースト               | ペデスタル作戦                                                                       |
| 1953   | 日本                    | ひめゆりの塔                             | 今井正                                         | ひめゆり学徒隊                                                                       |
| 1953   | 日本                    | 太平洋の鷲                               | 本多猪四郎                                     | 山本五十六                                                                           |
| 1953   | 日本                    | ひろしま                                 | 関川秀雄                                       | 広島原爆投下                                                                         |
| 1953   | 日本                    | 健児の塔                                 | 小杉勇、春原政久                               | 鉄血勤皇隊                                                                           |
| 1954   | 日本                    | さらばラバウル                           | 本多猪四郎                                     |                                                                                      |
| 1954   | 日本                    | 潜水艦ろ号 未だ浮上せず                  | 野村浩将                                       |                                                                                      |
| 1954   | 日本                    | 日の果て                                 | 山本薩夫                                       |                                                                                      |
| 1955   | 西ドイツ                | 誰が祖国を売ったか!                      | アルフレート・ヴァイデマン                     | 国防軍情報部のカナリス提督を描く                                                     |
| 1955   | 西ドイツ                | 08/15                                    | パウル・マイ                                   |                                                                                      |
| 1955   | 西ドイツ                | 戦線の08/15                              | パウル・マイ                                   |                                                                                      |
| 1955   | 西ドイツ                | ヒトラー暗殺                             | ゲオルク・ヴィルヘルム・パープスト             |                                                                                      |
| 1955   | 西ドイツ                | 暗殺計画7・20                            | ファルク・ハルナック                           |                                                                                      |
| 1955   | イギリス                | 暁の出撃                                 | マイケル・アンダーソン                         |                                                                                      |
| 1955   | フィンランド            | 地獄の最前線                             | エドヴィン・ライネ                             | 継続戦争                                                                             |
| 1955   | 日本                    | 人間魚雷回天                             | 松林宗恵                                       |                                                                                      |
| 1956   | イギリス                | 戦艦シュペー号の最後                     | マイケル・パウエル、エメリック・プレスバーガー |                                                                                      |
| 1956   | 西ドイツ                | 最後の08/15                              | パウル・マイ                                   |                                                                                      |
| 1956   | ポーランド              | 地下水道 Kanał                           | アンジェイ・ワイダ                             | ワルシャワ蜂起                                                                       |
| 1956   | イタリア スペイン       | 空挺部隊 Divisione Folgore               | ドゥイリオ・コレッティ                         | エル・アラメインにおける伊空挺師団 Folgore の戦い                                    |
| 1956   | 日本                    | ビルマの竪琴                             | 市川崑                                         |                                                                                      |
| 1957   | イギリス アメリカ合衆国 | 戦場にかける橋                           | デヴィッド・リーン                             | タイとビルマの国境付近にある捕虜収容所が舞台                                         |
| 1957   | イギリス                | 将軍月光に消ゆ                           | マイケル・パウエル、エメリック・プレスバーガー | クレタ島の独司令官を拉致する英特殊作戦執行部(SOE)                                    |
| 1957   | イギリス                | 脱走4万キロ The one that got away        | ロイ・ベーカー                                 | イギリス軍の捕虜になったドイツ空軍大尉が脱走し、ドイツに帰還する実話を題材にした映画 |
| 1957   | アメリカ合衆国          | 眼下の敵                                 | ディック・パウエル                             |                                                                                      |
| 1957   | 西ドイツ                | 鮫と小魚                                 | フランク・ヴィスバール                         | 圧倒的な連合軍（鮫）を相手に苦闘するドイツ海軍の若者たち（小魚）                     |
| 1957   | 西ドイツ                | 撃墜王 アフリカの星 Der Stern von Afrika | アルフレート・ヴァイデマン                     | ドイツ空軍撃墜王ハンス・J・マルセイユ大尉の短い生涯を描く                            |
| 1958   | ポーランド              | 灰とダイヤモンド Popioł i diament        | アンジェイ・ワイダ                             | 第2次世界大戦末期のポーランド                                                        |
| 1958   | アメリカ合衆国          | 深く静かに潜航せよ                       | ロバート・ワイズ                               | 潜水艦と駆逐艦の戦い                                                                 |
| 1958   | 西ドイツ · オーストリア | U47出撃せよ                              | ハラルト・ラインル                             | イギリス海軍基地スカパフローに潜入し英戦艦を撃沈したUボートとプリーン艦長            |
| 1959   | 西ドイツ                | 壮烈第六軍!最後の戦線                    | ヘルムート・アシュライ                         | スターリングラードで壊滅するドイツ第六軍                                             |
| 1959   | 西ドイツ                | 橋                                       | ベルンハルト・ヴィッキヘルムート・アシュライ   | 戦争末期の1945年4月27日のドイツ少年兵の一日                                          |
| 1959   | 西ドイツ                | カイロのロンメル                         | ヴォルフガング・シュライフ                     |                                                                                      |
| 1959   | 日本                    | 私は貝になりたい                         | 橋本忍                                         |                                                                                      |
| 1959   | 日本                    | 潜水艦イ-57降伏せず                      | 松林宗恵                                       |                                                                                      |
| 1959   | 日本                    | 野火                                     | 市川崑                                         | 大岡昇平原作。フィリピンでの戦争体験。                                               |
| 1959   | 日本                    | 人間の條件 1〜4部                        | 小林正樹                                       | 5〜6部は1961年                                                                       |
| 1959   | 日本                    | 独立愚連隊                               | 岡本喜八                                       |                                                                                      |

## 1960年代
| 制作年 | 制作国                           | 題名                                                | 監督                                                           | 扱われた戦闘・出来事・人物など                                                             |
| ------ | -------------------------------- | --------------------------------------------------- | -------------------------------------------------------------- | ------------------------------------------------------------------------------------------ |
| 1960   | アメリカ合衆国                   | 戦場よ永遠に Hell to Eternity                       | フィル・カールソン                                             | サイパンの戦い、日系アメリカ人に対する差別                                                 |
| 1960   | イギリス アメリカ合衆国          | ビスマルク号を撃沈せよ! Sink the Bismarck!          | ルイス・ギルバート                                             | ライン演習作戦                                                                             |
| 1960   | イタリア アメリカ合衆国          | 全艦船を撃沈せよ Under Ten Flags                    | ドゥイリオ・コレッティ                                         | 大西洋の戦い (第二次世界大戦)                                                              |
| 1960   | ポーランド                       | 壮烈303戦斗機隊 Historia Jedego Myrliwca            | フーベルト・ドラペラ                                           | ポーランド人戦闘機中隊の活躍                                                               |
| 1960   | 日本                             | ハワイ・ミッドウェイ大海空戦 太平洋の嵐             | 松林宗恵                                                       |                                                                                            |
| 1961   | イギリス アメリカ合衆国          | ナバロンの要塞 The Guns of Navarone                 | J・リー・トンプソン                                            | 地中海の戦い (第二次世界大戦)                                                              |
| 1961   | イギリス                         | 謎の要人悠々逃亡! Very Important Person             | ケン・アナキン                                                 | ドイツの収容所のイギリス人捕虜たち（コメディ）                                             |
| 1961   | アメリカ合衆国                   | ニュールンベルグ裁判 Judgment at Nuremberg          | スタンリー・クレイマー                                         | 戦後のニュルンベルク裁判を描く                                                             |
| 1961   | フランス                         | カミカゼ                                            | アンリ・ディアマン・ベルジェ                                   |                                                                                            |
| 1961   | 韓国                             | 玄海灘は知っている                                  | キム・ギヨン                                                   | 太平洋戦争中、日本軍に徴用された朝鮮人青年                                                 |
| 1962   | アメリカ合衆国                   | 史上最大の作戦 The Longest Day                      | ベルンハルト・ヴィッキ、アンドリュー・マートン、ケン・アナキン | ノルマンディーの戦い                                                                       |
| 1962   | アメリカ合衆国                   | 突撃隊 Hell Is for Heroes                           | ドン・シーゲル                                                 | 西部戦線                                                                                   |
| 1962   | アメリカ合衆国                   | 陽動作戦 Merrill's Marauders                        | サミュエル・フラー                                             | Merrill's Marauders                                                                        |
| 1962   | オランダ                         | De Overval (The Raid)                               | ポール・ロータ                                                 |                                                                                            |
| 1962   | イギリス                         | 戦う翼 The War Lover                                | フィリップ・リーコック                                         | アメリカの爆撃機パイロット                                                                 |
| 1962   | ソビエト連邦                     | 僕の村は戦場だった Иваново детство                  | アンドレイ・タルコフスキー                                     | 独ソ戦を戦う少年                                                                           |
| 1963   | アメリカ合衆国                   | 大脱走 The Great Escape                             | ジョン・スタージェス                                           | イギリス・アメリカ軍の捕虜たちが企てたドイツの航空兵捕虜収容所からの脱出                   |
| 1963   | アメリカ合衆国                   | 魚雷艇109 PT 109                                    | レスリー・H・マーティンソン                                    | 太平洋戦争に従軍したジョン・F・ケネディ                                                    |
| 1963   | イギリス                         | 合言葉は勇気 The Password is Courage                | アンドリュー・ストーン                                         | 上級曹長チャールズ・クロフォードの実話                                                     |
| 1963   | イギリス                         | 勝利者 The Victors                                  | カール・フォアマン                                             | ヨーロッパ戦線でのアメリカ兵                                                               |
| 1963   | 日本                             | 太平洋の翼                                          | 松林宗恵                                                       |                                                                                            |
| 1964   | イギリス                         | 633爆撃機 633 Squadron                              | ウォルター・E・グローマン                                      | ノルマンディーの占領                                                                       |
| 1964   | アメリカ合衆国                   | 卑怯者の勲章 The Americanization of Emily           | アーサー・ミラー                                               |                                                                                            |
| 1964   | アメリカ合衆国                   | 大突撃                                              | アンドリュー・マートン                                         |                                                                                            |
| 1964   | フランス                         | ダンケルク Week-end à Zuydcoote                     | アンリ・ヴェルヌイユ                                           |                                                                                            |
| 1964   | アメリカ合衆国 フランス イタリア | 大列車作戦 The Train                                | ジョン・フランケンハイマー                                     | ナチスによる美術品略奪を阻止しようとするフランスのレジスタンス                             |
| 1964   | チェコスロバキア                 | Atentát                                             | Jiří Sequens                                                   | エンスラポイド作戦                                                                         |
| 1965   | ソビエト連邦                     | 鬼戦車T-34                                          | ニキータ・クリーヒン、レオニード・メナケル                     |                                                                                            |
| 1965   | アメリカ合衆国                   | バルジ大作戦 Battle of the Bulge                    | ケン・アナキン                                                 | バルジの戦い                                                                               |
| 1965   | アメリカ合衆国                   | 脱走特急 Von Ryan's Express                         | マーク・ロブソン                                               | イタリアの収容所から脱走するイギリス兵・アメリカ兵                                         |
| 1965   | アメリカ合衆国 日本              | 勇者のみ None But the Brave                         | フランク・シナトラ                                             | 南方の孤島に残っていた日本兵と、不時着したアメリカ兵達が生き延びるために互いに信頼しあう。 |
| 1965   | イギリス                         | 丘 The Hill                                         | シドニー・ルメット                                             | 北アフリカ戦線                                                                             |
| 1965   | イギリス                         | クロスボー作戦 Operation Crossbow                   | マイケル・アンダーソン                                         | クロスボー作戦                                                                             |
| 1965   | イギリス アメリカ合衆国          | テレマークの要塞                                    | アンソニー・マン                                               |                                                                                            |
| 1965   | 中国                             | 地道戰                                              | Ren Xudong                                                     | 日中戦争                                                                                   |
| 1965   | 日本                             | 太平洋奇跡の作戦 キスカ                             | 丸山誠治                                                       |                                                                                            |
| 1965   | 日本                             | 春婦伝                                              | 鈴木清順                                                       | 日中戦争と日本の慰安婦                                                                     |
| 1966   | アメリカ合衆国 フランス          | パリは燃えているか Is Paris Burning?                | ルネ・クレマン                                                 | パリの解放                                                                                 |
| 1966   | 日本                             | ゼロ・ファイター 大空戦                             | 森谷司郎                                                       | ゼロ戦                                                                                     |
| 1967   | イギリス                         | 鉄海岸総攻撃 Attack on the Iron Coast               | ポール・ウェンドコス                                           | St Nazaire Raid                                                                            |
| 1967   | アメリカ合衆国                   | ビーチレッド戦記 Beach Red                          | コーネル・ワイド                                               | Pacific Theater of Operations                                                              |
| 1967   | アメリカ合衆国                   | 特攻大作戦 The Dirty Dozen                          | ロバート・アルドリッチ                                         | ノルマンディーの戦い                                                                       |
| 1967   | アメリカ合衆国                   | トブルク戦線                                        | アーサー・ヒラー                                               |                                                                                            |
| 1967   | イタリア                         | アルデンヌの戦い                                    | アルベルト・デ・マルチーノ                                     |                                                                                            |
| 1967   | 日本                             | 日本のいちばん長い日                                | 岡本喜八                                                       | 宮城事件                                                                                   |
| 1968   | アメリカ合衆国 イタリア          | アンツィオ大作戦 Anzio                              | エドワード・ドミトリク                                         | アンツィオの戦い                                                                           |
| 1968   | アメリカ合衆国                   | コマンド戦略 The Devil's Brigade                    | アンドリュー・V・マクラグレン                                  | 悪魔の旅団                                                                                 |
| 1968   | チェコスロバキア                 | Nebeští jezdci                                      | Jindřich Polák                                                 | イギリス空軍でのチェコ人パイロット                                                         |
| 1968   | イギリス                         | 潜水艦X-1号 Submarine X-1                           | ウィリアム・A・グレアム                                        | イギリス海軍の特殊潜航艇                                                                   |
| 1968   | イギリス アメリカ合衆国          | 荒鷲の要塞 Where Eagles Dare                        | ブライアン・G・ハットン                                        | 連合国によるアメリカ軍将校救出                                                             |
| 1968   | アメリカ合衆国 日本              | 太平洋の地獄 Hell in the Pacific                    | ジョン・プアマン                                               |                                                                                            |
| 1968   | イタリア フランス                | 地獄のノルマンディ                                  | アル・ブラッドレイ                                             |                                                                                            |
| 1968   | 日本                             | 連合艦隊司令長官 山本五十六                         | 丸山誠治                                                       |                                                                                            |
| 1968   | 日本                             | 肉弾                                                | 岡本喜八                                                       | 神風特攻隊                                                                                 |
| 1969   | イギリス 西ドイツ アメリカ合衆国 | 空軍大戦略 Battle of Britain                        | ガイ・ハミルトン                                               | バトル・オブ・ブリテン                                                                     |
| 1969   | イギリス                         | モスキート爆撃隊 Mosquito Squadron                  | ボリス・セイガル                                               | ドイツの新しい報復兵器の破壊を試みるイギリス空軍パイロット                                 |
| 1969   | アメリカ合衆国                   | レマゲン鉄橋 The Bridge at Remagen                  | ジョン・ギラーミン                                             | Operation Lumberjack                                                                       |
| 1969   | イギリス                         | 大侵略 Play Dirty                                   | アンドレ・ド・トス                                             | 北アフリカ戦線                                                                             |
| 1969   | イタリア                         | 砂漠の戦場エル・アラメン La Battaglia di El Alamein | ジョルジオ・フェローニ                                         | エル・アラメインの戦い                                                                     |
| 1969   | イタリア                         | 激戦地                                              | ウンベルト・レンツィ                                           |                                                                                            |
| 1969   | ユーゴスラビア                   | ネレトバの戦い Bitka na Neretvi                     | ヴェリコ・ブライーチ                                           | ネレトヴァの戦い                                                                           |
| 1969   | フランス イタリア                | 影の軍隊 Army of Shadows                            | ジャン＝ピエール・メルヴィル                                   | フランスのレジスタンス                                                                     |
| 1969   | アメリカ合衆国                   | 大反撃                                              | シドニー・ポラック                                             |                                                                                            |
| 1969   | イギリス アメリカ合衆国          | 脱走山脈                                            | マイケル・ウィナー                                             | 象に乗ってアルプスを越えてスイスヘ脱走する                                                 |

## 1970年代
| 制作年 | 制作国                               | 題名                                                        | 監督                                         | 扱われた戦闘・出来事・人物など                                       |
| ------ | ------------------------------------ | ----------------------------------------------------------- | -------------------------------------------- | -------------------------------------------------------------------- |
| 1970   | アメリカ合衆国                       | キャッチ22 Catch-22                                         | マイク・ニコルズ                             | イタリア戦線                                                         |
| 1970   | イギリス アメリカ合衆国              | 地獄の艦隊 Hell Boats                                       | ポール・ウェンドコス                         | イギリスの高速魚雷艇                                                 |
| 1970   | アメリカ合衆国 イタリア              | 要塞 Hornet's Nest                                          | フィル・カールソン、Franco Cirino            | イタリア戦線                                                         |
| 1970   | イギリス                             | 掠奪戦線 The Last Escape                                    | ウォルター・グローマン                       | ドイツ人の科学者の誘拐する任務を与えられたイギリス軍特殊部隊         |
| 1970   | アメリカ合衆国                       | パットン大戦車軍団 Patton                                   | フランクリン・J・シャフナー                  | 将軍ジョージ・パットン                                               |
| 1970   | アメリカ合衆国                       | 燃える戦場 Too Late the Hero                                | ロバート・アルドリッチ                       |                                                                      |
| 1970   | アメリカ合衆国 日本                  | トラ・トラ・トラ! Tora! Tora! Tora!                         | リチャード・フライシャー、深作欣二、舛田利雄 | 真珠湾攻撃                                                           |
| 1970   | アメリカ合衆国 ユーゴスラビア        | 戦略大作戦 Kelly's Heroes                                   | ブライアン・G・ハットン                      | 西部戦線                                                             |
| 1970   | ソビエト連邦                         | ヨーロッパの解放 Osvobozhdenie: Napravleniye glavnogo udara | ユーリー・オーゼロフ                         | 全5部作（-1971年）                                                   |
| 1970   | イギリス アイルランド アメリカ合衆国 | マッケンジー脱出作戦 The Mackwnzie break                    | ラモント・ジョンソン                         | スコットランドのドイツ兵捕虜収容所からのドイツ士官たちの脱走         |
| 1970   | 日本                                 | 激動の昭和史 軍閥                                           | 堀川弘通                                     | 東條英機を中心に太平洋戦争全体を描く                                 |
| 1971   | イギリス                             | Dad's Army                                                  | ノーマン・コーエン                           | イギリスの郷土防衛隊（コメディ）                                     |
| 1971   | アメリカ合衆国                       | ロンメル軍団を叩け Raid on Rommel                           | ヘンリー・ハサウェイ                         | 北アフリカ戦線                                                       |
| 1971   | イギリス                             | マーフィの戦い Murphy's War                                 | ピーター・イェーツ                           | 大西洋の戦い (第二次世界大戦)                                        |
| 1971   | 日本                                 | 激動の昭和史 沖縄決戦                                       | 岡本喜八                                     | 沖縄戦                                                               |
| 1972   | ソビエト連邦                         | 白銀の戦場 スターリングラード大攻防戦                       | ガブリール・エキアザーロフ                   |                                                                      |
| 1972   | 日本                                 | 海軍特別年少兵                                              | 今井正                                       |                                                                      |
| 1972   | 日本                                 | 軍旗はためく下に                                            | 深作欣二                                     | 人肉食事件                                                           |
| 1973   | イタリア イギリス                    | アドルフ・ヒトラー/最後の10日間 Hitler: The Last Ten Days   | エンニオ・デ・コンチーニ                     | アドルフ・ヒトラーの最期の日々                                       |
| 1973   | インドネシア                         | Romusha                                                     | シュマンジャヤ                               | インドネシアの労務者（ロームシャ、Romusha）。                        |
| 1973   | フランス 西ドイツ イタリア           | ルシアンの青春 Lacombe Lucien                               | ルイ・マル                                   | ナチス支配下のフランスのレジスタンス                                 |
| 1974   | エストニア                           | Ohtlikud mängud                                             | Veljo Käsper                                 | Occupation of Estonia by Nazi Germany                                |
| 1974   | イタリア                             | 愛の嵐 The Night Porter                                     | リリアーナ・カヴァーニ                       | ナチスによる強制収容所                                               |
| 1974   | ソビエト連邦                         | レニングラード攻防戦                                        | ユーリー・ソローミン                         |                                                                      |
| 1974   | 日本                                 | 樺太1945年夏 氷雪の門                                       | 村山三男                                     |                                                                      |
| 1975   | アメリカ合衆国 チェコスロバキア      | 暁の7人 Operation Daybreak                                  | ルイス・ギルバート                           | エンスラポイド作戦                                                   |
| 1975   | ギリシャ                             | 旅芸人の記録 The Travelling Players                         | テオ・アンゲロプロス                         | ドイツによるギリシャ侵略                                             |
| 1975   | ソビエト連邦                         | 祖国のために                                                | セルゲイ・ボンダルチュク                     |                                                                      |
| 1976   | イギリス アメリカ合衆国              | 鷲は舞いおりた The Eagle Has Landed                         | ジョン・スタージェス                         | ドイツ特殊部隊によるウィンストン・チャーチル誘拐作戦（フィクション） |
| 1976   | アメリカ合衆国                       | さらばマンザナール収容所 Farewell to Manzanar               | ジョン・コーティ                             | マンザナール強制収容所                                               |
| 1976   | アメリカ合衆国                       | ミッドウェイ Midway                                         | ジャック・スマイト                           | ミッドウェー海戦                                                     |
| 1976   | フランス イタリア                    | パリの灯は遠く Monsieur Klein                               | ジョセフ・ロージー                           |                                                                      |
| 1976   | イタリア フランス 西ドイツ           | 1900年 1900                                                 | ベルナルド・ベルトルッチ                     | 20世紀初頭～第二次世界大戦終結までのイタリア                         |
| 1976   | 日本                                 | 大空のサムライ                                              | 丸山誠治                                     | 坂井三郎と零戦                                                       |
| 1976   | 日本                                 | はだしのゲン                                                | 山田典吾                                     | 広島市への原子爆弾投下                                               |
| 1977   | イギリス アメリカ合衆国              | 遠すぎた橋 A Bridge Too Far                                 | リチャード・アッテンボロー                   | マーケット・ガーデン作戦                                             |
| 1977   | アメリカ合衆国 西ドイツ              | 戦争のはらわた Cross of Iron                                | サム・ペキンパー                             | 東部戦線のドイツ人兵士たち                                           |
| 1977   | オランダ                             | 女王陛下の戦士 Soldier of Orange                            | ポール・バーホーベン                         | オランダのレジスタンス                                               |
| 1977   | アメリカ合衆国                       | マッカーサー MacArthur                                      | ジョセフ・サージェント                       | ダグラス・マッカーサー                                               |
| 1977   | アメリカ合衆国                       | ジュリア Julia                                              | フレッド・ジンネマン                         | リリアン・ヘルマンの回顧録の映画化                                   |
| 1977   | ソビエト連邦                         | 続ヨーロッパの解放                                          | ユーリー・オーゼロフ                         |                                                                      |
| 1978   | オランダ                             | Pastorale 1943                                              | Wim Verstappen                               | オランダのレジスタンス                                               |
| 1978   | イギリス                             | ナバロンの嵐 Force 10 from Navarone                         | ガイ・ハミルトン                             | ユーゴスラビアで活動するイギリス軍特殊部隊                           |
| 1978   | アメリカ合衆国                       | ホロコースト/戦争と家族 Holocaust (TV miniseries)           | マーヴィン・Ｊ・チョムスキー                 | ホロコーストに関するミニシリーズ                                     |
| 1978   | アメリカ合衆国                       | スローターハウス5 Slaughterhouse-Five                       | ジョージ・ロイ・ヒル                         | ドレスデン爆撃                                                       |
| 1979   | エストニア                           | Tuulte pesa                                                 | Olev Neuland                                 | Forest Brothers                                                      |
| 1979   | イギリス                             | ヤンクス Yanks                                              | ジョン・シュレシンジャー                     | イングランドのアメリカ進駐軍                                         |
| 1979   | イギリス                             | オフサイド7 Escape to Athena                                | ジョルジ・パン・コスマトス                   | ドイツ占領下のギリシャ                                               |
| 1979   | イギリス アメリカ合衆国              | ハノーバー・ストリート 哀愁の街かど Hanover Street          | ピーター・ハイアムズ                         |                                                                      |
| 1979   | 西ドイツ                             | 戦場の黄金律/戦争のはらわた II Sergeant Steiner             | アンドリュー・V・マクラグレン                | ヒトラー暗殺計画                                                     |
| 1979   | イタリア フランス スペイン           | 戦争と友情 From Hell to Victory                             | ハンク・マイルストン(ウンベルト・レンツィ)   |                                                                      |
| 1979   | アメリカ合衆国                       | 1941                                                        | スティーヴン・スピルバーグ                   | 真珠湾攻撃の一週間後のカリフォルニア                                 |
| 1979   | 西ドイツ フランス                    | ブリキの太鼓 The Tin Drum                                   | フォルカー・シュレンドルフ                   | ナチズムの台頭と盛衰                                                 |
| 1979   | 日本                                 | 英霊たちの応援歌                                            | 岡本喜八                                     |                                                                      |
| 1979   | 日本                                 | 東京大空襲 ガラスのうさぎ                                   | 橘祐典                                       | 東京大空襲                                                           |

## 1980年代
| 制作年 | 制作国                                 | 題名                                                          | 監督                              | 扱われた戦闘・出来事・人物など                                                    |
| ------ | -------------------------------------- | ------------------------------------------------------------- | --------------------------------- | --------------------------------------------------------------------------------- |
| 1980   | アメリカ合衆国                         | ファイナル・カウントダウン The Final Countdown                | ドン・テイラー                    | 真珠湾攻撃                                                                        |
| 1980   | アメリカ合衆国                         | 最前線物語 The Big Red One                                    | サミュエル・フラー                | 1942年から45年の 北アフリカ、シシリー、ヨーロッパにおける第1歩兵師団 (アメリカ軍) |
| 1980   | イギリス スイス アメリカ合衆国         | シーウルフ The Sea Wolves                                     | アンドリュー・V・マクラグレン     | イギリス海軍によるドイツ軍Ｕボート撃滅作戦                                        |
| 1981   | オランダ                               | Het meisje met het rode haar (The girl with the red hair)     | Ben Verbong                       | オランダのレジスタンス                                                            |
| 1981   | 西ドイツ                               | U・ボート Das Boot                                            | ウォルフガング・ペーターゼン      | 大西洋の戦い (第二次世界大戦)                                                     |
| 1981   | イギリス アメリカ合衆国                | 針の眼 Eye of the Needle                                      | リチャード・マーカンド            | D-デイ以前にイングランドで活動したドイツのスパイ                                  |
| 1981   | アメリカ合衆国                         | 勝利への脱出 Escape to Victory                                | ジョン・ヒューストン              | ドイツ代表対連合国軍捕虜チームのサッカーの試合                                    |
| 1981   | ソビエト連邦                           | 対独爆撃部隊ナイトウィッチ В небе «ночные ведьмы»'            | エフゲニア・ジグレンコ            | 第46親衛夜間爆撃航空連隊                                                          |
| 1981   | フランス                               | ヒトラー最期の日 Le Bunker                                    | ジョージ・シェーファー            |                                                                                   |
| 1981   | 日本                                   | 連合艦隊                                                      | 松林宗恵                          | 連合艦隊                                                                          |
| 1982   | オーストラリア                         | メル・ギブソン/特別奇襲戦隊・Z Attack Force Z                 | ティム・バーストール              | オーストラリアの特殊部隊Z Special Unit                                            |
| 1982   | アメリカ合衆国                         | ソフィーの選択 Sophie's Choice                                | アラン・J・パクラ                 | ホロコースト                                                                      |
| 1982   | 西ドイツ                               | 白バラは死なず Die Weiße Rose                                 | ミハエル・フェアヘーヴェン        | 反ナチ運動「白いバラ」                                                            |
| 1982   | ソビエト連邦                           | 満州帝国崩壊 〜ソビエト進軍1945〜 Приказ: перейти границу     | ユーリ・イヴァンチュク            | ソ連対日参戦                                                                      |
| 1982   | オーストラリア 日本                    | 南十字星 The Southern Cross The Highest Honour                | 丸山誠治 ピーター・マックスウェル | Operation Rimau                                                                   |
| 1982   | 日本                                   | 大日本帝国                                                    | 舛田利雄                          |                                                                                   |
| 1982   | 日本                                   | ひめゆりの塔                                                  | 今井正                            | 沖縄戦のひめゆり部隊                                                              |
| 1982   | 日本                                   | 対馬丸 —さようなら沖繩—                                       | 小林治                            | 対馬丸                                                                            |
| 1983   | フランス                               | Papy fait de la résistance                                    | ジャン=マリー・ポワレ             | ドイツの占領下でのフランスのレジスタンス(コメディ)                                |
| 1983   | イギリス 日本                          | 戦場のメリークリスマス                                        | 大島渚                            | ジャワ島での日本軍俘虜収容所                                                      |
| 1983   | 日本                                   | 東京裁判                                                      | 小林正樹                          | 極東国際軍事裁判に関するドキュメンタリー映画                                      |
| 1983   | 中国                                   | 一人と八人 一个和八个                                         | 張軍釗                            | 八路軍                                                                            |
| 1983   | インドネシア                           | Budak Nafsu                                                   | シュマンジャヤ                    | インドネシアの従軍慰安婦                                                          |
| 1984   | エストニア                             | Võõra nime all                                                | Peeter Urbla                      | ソビエトの収容所でのエストニア人                                                  |
| 1984   | 日本                                   | 零戦燃ゆ                                                      | 舛田利雄                          |                                                                                   |
| 1984   | イギリス領香港                         | 風の輝く朝に 等待黎明                                         | レオン・ポーチ                    | 日本軍の香港侵攻                                                                  |
| 1985   | アメリカ合衆国                         | コードネームはエメラルド Code Name: Emerald                   | ジョナサン・サンガー              | ノルマンディーの戦い                                                              |
| 1985   | オランダ                               | Het bittere kruid (Bitter Sweet)                              | キースウ・ファン・ウーストラム    | 戦時下のアムステルダムに身を隠すユダヤ人家族                                      |
| 1985   | オランダ                               | De IJssalon (The Ice-cream parlor)                            | Dimitri Frenkel Frank             | ドイツ人将校とオランダ人女性との恋愛                                              |
| 1985   | ソビエト連邦                           | 炎628 Come and See                                            | エレム・クリモフ                  | 東部戦線                                                                          |
| 1985   | ソビエト連邦 東ドイツ                  | モスクワ大攻防戦 The Battle for Moscow                        | ユーリー・オーゼロフ              | モスクワの戦い                                                                    |
| 1985   | ルーマニア                             | Noi, cei din linia intai                                      | セルジウ・ニコラエスク            | 西部戦線やハンガリーで戦うルーマニア人兵士たち                                    |
| 1985   | フランス                               | SHOAH ショア Shoah                                            | クロード・ランズマン              | ホロコースト                                                                      |
| 1985   | フィンランド                           | 若き兵士たち 栄光なき戦場                                     | ラウニ・モルベルイ                | 継続戦争                                                                          |
| 1985   | 日本                                   | ビルマの竪琴                                                  | 市川崑                            | ビルマ戦線                                                                        |
| 1986   | オランダ                               | In de schaduw van de overwinning (In the shadow of victory)   | エイト・デ・ジョン                | オランダのレジスタンス                                                            |
| 1986   | オランダ                               | 追想のかなた The Assault                                      | フォンス・ラデメーカーズ          |                                                                                   |
| 1986   | アメリカ合衆国                         | フィリピン陥落 -バターン半島1942 Women of Valor               | バズ・キューリック                | 米陸軍の従軍看護婦と日本軍による捕虜収容所                                        |
| 1986   | 日本                                   | 海と毒薬                                                      | 熊井啓                            | 太平洋戦争末期に九州帝大で行われた生体解剖実験                                    |
| 1987   | イギリス アメリカ合衆国 ユーゴスラビア | 第27囚人戦車隊 The Misfit Brigade                             | ゴードン・ヘスラー                |                                                                                   |
| 1987   | フランス                               | さよなら子供たち Au revoir, les enfants                       | ルイ・マル                        | ヴィシー政権下のカトリック寄宿学校で新しいIDを与えられた3人のユダヤ人少年たち     |
| 1987   | アメリカ合衆国                         | 太陽の帝国 Empire of the Sun                                  | スティーヴン・スピルバーグ        | 日中戦争時代の上海郊外生まれのイギリス人少年                                      |
| 1987   | イギリス                               | 戦場の小さな天使たち Hope and Glory                           | ジョン・ブアマン                  | 戦時下のイギリスの子供たち                                                        |
| 1988   | 中国                                   | 晩鐘 晚钟                                                     | 呉子牛                            | 日中戦争（太平洋戦争）終結直後の混乱                                              |
| 1988   | イギリス領香港                         | 黒い太陽七三一 戦慄!石井七三一細菌部隊の全貌 黑太陽731        | ムウ・トンフェイ                  | 731部隊                                                                           |
| 1988   | 日本                                   | 火垂るの墓                                                    | 高畑勲                            | 神戸大空襲（アニメ映画）                                                          |
| 1988   | ポーランド                             | Shadow Man                                                    | Piotr Andrejew                    | 戦時中にアムステルダムに身を隠すポーランド系ユダヤ人                              |
| 1988   | イギリス                               | 戦場にかける橋2/クワイ河からの生還 Return from the River Kwai | アンドリュー・V・マクラグレン     | 英軍捕虜                                                                          |
| 1988   | アメリカ合衆国                         | 戦場 Farewell to the King                                     | ジョン・ミリアス                  | ボルネオでの対日本レジスタンス                                                    |
| 1988   | 日本                                   | TOMORROW 明日                                                 | 黒木和雄                          | 長崎市への原子爆弾投下                                                            |
| 1988   | 日本 スイス                            | アナザー・ウェイ ―D機関情報―                                  | 山下耕作                          | 1945年の日本とアメリカ情報部との和平工作                                          |
| 1988   | タイ                                   | メナムの残照 FATE                                             | ルット・ロンナポップ              | 第二次世界大戦中のタイが舞台                                                      |
| 1989   | アメリカ合衆国                         | シャドー・メーカーズ Fat Man and Little Boy                   | ローランド・ジョフィ              | マンハッタン計画                                                                  |
| 1989   | 日本                                   | ハリマオ                                                      | 和田勉                            | 谷豊                                                                              |
| 1989   | フィンランド                           | ウィンター・ウォー/厳寒の攻防戦 Talvisota                     | ペッカ・パリッカ                  | 冬戦争                                                                            |
| 1989   | 日本                                   | 黒い雨                                                        | 今村昌平                          | 広島市への原子爆弾投下とその後                                                    |

## 1990年代
| 制作年 | 制作国                               | 題名                                                     | 監督                               | 扱われた戦闘・出来事・人物など                                                           |
| ------ | ------------------------------------ | -------------------------------------------------------- | ---------------------------------- | ---------------------------------------------------------------------------------------- |
| 1990   | オーストラリア                       | アンボンで何が裁かれたか Blood Oath                      | スティーヴン・ウォレス             | 日本軍によるアンボン捕虜収容所での戦争犯罪の裁判                                         |
| 1990   | フランス                             | 怪人プチオの密かな愉しみ Docteur Pétiot                  | クリスチャン・ド・シャロンジェ     | ナチス占領下のフランスで多数のユダヤ人を殺害したマルセル・プチオ医師が主人公             |
| 1990   | ドイツ                               | 僕を愛したふたつの国/ヨーロッパ ヨーロッパ Europa Europa | アニエスカ・ホランド               | ユダヤ人であることを隠してヒトラーユーゲントに参加する少年の物語                         |
| 1990   | スウェーデン                         | Good Evening, Mr. Wallenberg                             | シェル・グレーデ                   | ラウル・ワレンバーグの物語                                                               |
| 1990   | イギリス アメリカ合衆国              | メンフィス・ベル Memphis Belle                           | マイケル・ケイトン＝ジョーンズ     | メンフィス・ベルと呼ばれたB-17の乗組員たちの物語                                         |
| 1990   | アメリカ合衆国                       | 愛と哀しみの旅路 Come See the Paradise                   | アラン・パーカー                   | 日系人が収容されたマンザナール収容所                                                     |
| 1991   | イタリア                             | エーゲ海の天使 Mediterraneo                              | ガブリエレ・サルヴァトレス         | ギリシャの島でのイタリア人兵士たち                                                       |
| 1991   | 日本                                 | 戦争と青春                                               | 今井正                             | 東京大空襲                                                                               |
| 1991   | 日本                                 | 北緯15°のデュオ                                          | 根本順善                           | フィリピンの戦い                                                                         |
| 1992   | アメリカ合衆国                       | 真夜中の戦場/クリスマスを贈ります A Midnight Clear       | キース・ゴードン                   | 西部戦線 (第二次世界大戦)                                                                |
| 1993   | ルーマニア                           | Oglinda                                                  | セルジウ・ニコラエスク             | イオン・アントネスク                                                                     |
| 1993   | アメリカ合衆国                       | シンドラーのリスト Schindler's List                      | スティーヴン・スピルバーグ         | ホロコーストから1100人のユダヤ人を救ったオスカー・シンドラーの生涯                       |
| 1993   | ドイツ                               | スターリングラード Stalingrad                            | ヨゼフ・フィルスマイアー           | スターリングラードの戦い                                                                 |
| 1993   | フィリピン                           | 戦場のアンジェリータ 従軍慰安婦の叫び Comfort Woman      | セルソ・アド・カスティロ           | フィリピンの従軍慰安婦                                                                   |
| 1993   | 日本                                 | 月光の夏                                                 | 神山征二郎                         | 神風特攻隊                                                                               |
| 1994   | オーストラリア 日本                  | 最後の弾丸                                               | マイケル・パティンソン             |                                                                                          |
| 1994   | イギリス領香港                       | 香港大虐殺 香港淪陷                                      | チン・マンイー                     | 日本軍の香港侵攻                                                                         |
| 1995   | アメリカ合衆国                       | ブラインド・ヒル The Tuskegee Airmen                     | ロバート・マーコウィッツ           | 黒人爆撃機部隊                                                                           |
| 1995   | 中国                                 | レッドチェリー 紅櫻桃                                    | 葉纓                               | 第二次大戦前夜、ロシアに留学した中国人少年少女の数奇な運命                               |
| 1995   | 中国 台湾 イギリス領香港 日本        | 南京1937 南京大屠殺                                      | 呉子牛                             | 南京事件                                                                                 |
| 1995   | アメリカ合衆国                       | デザート・ストーム/新・サハラ戦車隊 Sahara               | ブライアン・トレンチャード＝スミス | Western Desert Campaign                                                                  |
| 1995   | ユーゴスラビア                       | アンダーグラウンド Underground                           | エミール・クストリッツァ           | ドイツ占領下のユーゴスラヴィア                                                           |
| 1995   | 日本                                 | ひめゆりの塔                                             | 神山征二郎                         | 沖縄戦のひめゆり部隊                                                                     |
| 1995   | 日本                                 | きけ、わだつみの声 Last Friends                          | 出目昌伸                           | 学徒出陣、神風特攻隊、フィリピンの戦い                                                   |
| 1995   | 日本                                 | 君を忘れない                                             | 渡邊孝好                           | 神風特攻隊                                                                               |
| 1995   | 日本                                 | WINDS OF GOD                                             | 奈良橋陽子                         | 神風特攻隊                                                                               |
| 1996   | イギリス                             | 友情の翼 The Brylcreem Boys                              | テレンス・ライアン                 |                                                                                          |
| 1996   | イギリス アメリカ合衆国              | イングリッシュ・ペイシェント The English Patient         | アンソニー・ミンゲラ               |                                                                                          |
| 1996   | アメリカ合衆国                       | マザーナイト Mother Night                                | キース・ゴードン                   |                                                                                          |
| 1996   | イギリス                             | Over Here (TV)                                           | トニー・ダウ                       |                                                                                          |
| 1996   | タイ                                 | Sunset at Chaophraya                                     | ユッタナー・ムクダーサニット       | 小説『メナムの残照』の3度目の映画化。第二次世界大戦中のタイが舞台                        |
| 1997   | フランス                             | リュシー・オブラック Lucie Aubrac                        | クロード・ベリ                     | フランスの対独レジスタンス運動の活動家リュシー・オブラックとレーモン・オーブラックの物語 |
| 1997   | イギリス                             | スカートの翼広げて The Land Girls                        | デイヴィッド・リーランド           | Women's Land Army                                                                        |
| 1997   | イタリア                             | ライフ・イズ・ビューティフル La Vita é Bella             | ロベルト・ベニーニ                 | ホロコースト                                                                             |
| 1997   | オーストラリア アメリカ合衆国        | Paradise Road                                            | ブルース・ベレスフォード           |                                                                                          |
| 1998   | 日本                                 | プライド・運命の瞬間                                     | 伊藤俊也                           | 極東国際軍事裁判でA級戦犯として裁かれた東條英機を主役として描く                          |
| 1998   | カナダ アメリカ合衆国                | シン・レッド・ライン The Thin Red Line                   | テレンス・マリック                 | ガダルカナル島の戦い                                                                     |
| 1998   | アメリカ合衆国                       | プライベート・ライアン Saving Private Ryan               | スティーヴン・スピルバーグ         | ノルマンディー上陸作戦                                                                   |
| 1998   | アメリカ合衆国                       | プライベート ソルジャー When Trumpets Fade (TV)          | ジョン・アーヴィン                 | ヒュルトゲンの森の戦い                                                                   |
| 1999   | アメリカ合衆国                       | 聖なる嘘つき/その名はジェイコブ Jakob the Liar           | ピーター・カソヴィッツ             | ユダヤ人ゲットー                                                                         |
| 1999   | ロシア ドイツ 日本 イタリア フランス | モレク神 Moloch                                          | アレクサンドル・ソクーロフ         | アドルフ・ヒトラー                                                                       |
| 1999   | フィンランド · ロシア                | フロントライン/戦略特殊部隊 Ambush                       | オーリ・サーレラ                   | 継続戦争                                                                                 |
| 1999   | クロアチア                           | Četverored                                               | ブランコ・シュミット               | Bleiburg massacre                                                                        |
| 1999   | ドイツ                               | Aimée & Jaguar                                           | Max Färberböck                     |                                                                                          |

## 2000年代
| 制作年 | 制作国                                      | 題名                                                    | 監督                                           | 扱われた戦闘・出来事・人物など                                                                      |
| ------ | ------------------------------------------- | ------------------------------------------------------- | ---------------------------------------------- | --------------------------------------------------------------------------------------------------- |
| 2000   | 中国                                        | 鬼が来た!                                               | 姜文                                           | 太平洋戦争時の中国戦線（日中戦争）                                                                  |
| 2000   | イタリア                                    | パルチザン 対ナチス解放戦線                             | グイード・キエーザ                             | |
| 2000   | マレーシア                                  | アドナン中尉                                            | アズィス・M・オスマン                          | パシルパンジャン攻防戦と Adnan Bin Saidi に関するストーリー                                         |
| 2000   | アメリカ合衆国                              | U-571                                                   | ジョナサン・モストウ                           | アメリカ軍が潜水艦S-33をUボートに偽装、ドイツ軍の暗号機エニグマを奪取する作戦                       |
| 2000   | タイ                                        | 少年義勇兵                                              | ユッタナー・ムクダーサニット                   | 日本軍と戦ったタイ軍少年義勇兵                                                                      |
| 2000   | アメリカ合衆国 カナダ                       | ニュルンベルク軍事裁判 (TV)                             | イヴ・シモノー                                 | ドイツ降伏後のニュルンベルク裁判を題材に、ジャクソン検事とゲーリングに焦点をあてた180分のテレビ映画 |
| 2001   | イギリス アメリカ合衆国 ドイツ オランダ     | エニグマ                                                | マイケル・アプテッド                           | 暗号機エニグマに関するミステリー                                                                    |
| 2001   | イギリス アメリカ合衆国                     | バンド・オブ・ブラザース (TV)                           | スティーヴン・スピルバーグ                     | ノルマンディー上陸作戦から1945年5月終戦までの第101空挺師団の活躍                                    |
| 2001   | イギリス フランス アメリカ合衆国            | コレリ大尉のマンドリン                                  | ジョン・マッデン                               | ギリシャの島を占領したイタリア軍                                                                    |
| 2001   | イギリス オーストラリア                     | シャーロット・グレイ                                    | ジリアン・アームストロング                     | イギリス特殊作戦執行部                                                                              |
| 2001   | イギリス アメリカ合衆国                     | 謀議                                                    | フランク・ピアソン                             | ユダヤ人問題の最終的解決                                                                            |
| 2001   | チェコ · イギリス                           | ダーク・ブルー                                          | ヤン・スヴェラーク                             | バトル・オブ・ブリテンに参加したチェコスロヴァキアのパイロット                                      |
| 2001   | アメリカ合衆国 ドイツ イギリス アイルランド | スターリングラード                                      | ジャン＝ジャック・アノー                       | スターリングラード攻防戦                                                                            |
| 2001   | アメリカ合衆国                              | パール・ハーバー                                        | マイケル・ベイ                                 | 真珠湾攻撃およびドーリットル空襲                                                                    |
| 2001   | アメリカ合衆国                              | エンド・オブ・オール・ウォーズ                          | デヴィッド・L・カニンガム                      | 泰緬鉄道                                                                                            |
| 2001   | アメリカ合衆国                              | UPRISING アップライジング                               | ジョン・アヴネット                             | ワルシャワ・ゲットー蜂起                                                                            |
| 2001   | 日本                                        | ムルデカ17805                                           | 藤由紀夫                                       | 蘭印作戦とインドネシア独立戦争                                                                      |
| 2002   | フランス ドイツ                             | ホロコースト アドルフ・ヒトラーの洗礼                   | コンスタンタン・コスタ＝ガヴラス               | ナチスとカトリック教会の結託                                                                        |
| 2002   | イギリス                                    | Two Men Went to War                                     | ジョン・ヘンダーソン                           | 占領下のフランスにおける私設特殊部隊に関する実話を元にしている。                                    |
| 2002   | アメリカ合衆国                              | ジャスティス                                            | グレゴリー・ホブリット                         | バルジの戦い                                                                                        |
| 2002   | フランス ドイツ                             | レセ・パセ 自由への通行許可証                           | ベルトラン・タヴェルニエ                       | ドイツ占領下でのフランス                                                                            |
| 2002   | フランス                                    | バティニョールおじさん                                  | ジェラール・ジュニョー                         | ナチス占領下のフランスでユダヤ人の子供たちを匿った肉屋が主人公                                      |
| 2002   | フランス ドイツ イギリス ポーランド         | 戦場のピアニスト                                        | ロマン・ポランスキー                           | ウワディスワフ・シュピルマンの物語                                                                  |
| 2002   | ロシア                                      | 東部戦線1944                                            | ニコライ・レベデフ                             | バグラチオン作戦                                                                                    |
| 2002   | イタリア                                    | 炎の戦線エル・アラメイン                                | エンツォ・モンテレオーネ                       | エル・アラメインの戦い                                                                              |
| 2002   | アメリカ合衆国                              | ウインドトーカーズ                                      | ジョン・ウー                                   | サイパンの戦い                                                                                      |
| 2003   | 日本                                        | 美しい夏キリシマ                                        | 黒木和雄                                       | 九州に疎開した少年の物語                                                                            |
| 2003   | 日本                                        | 零 ゼロ                                                 | 井出良英                                       | 太平洋戦争末期、夢を持つことも許されなかった特攻志願兵たちの愛と友情を描いた青春ドラマ              |
| 2003   | ドイツ オランダ                             | ローゼンシュトラッセ                                    | マルガレーテ・フォン・トロッタ                 | アーリア系女性を妻に持つユダヤ人の夫たち                                                            |
| 2003   | フランス                                    | ボン・ヴォヤージュ                                      | ジャン＝ポール・ラプノー                       | ドイツ軍占領下でのフランス                                                                          |
| 2003   | 日本                                        | スパイ・ゾルゲ                                          | 篠田正浩                                       | リヒャルト・ゾルゲのスパイ活動                                                                      |
| 2004   | クロアチア                                  | Long Dark Night                                         | Antun Vrdoljak                                 | ファシズム、共産主義下でのクロアチア                                                                |
| 2004   | ドイツ · イタリア · オーストリア            | ヒトラー 〜最期の12日間〜                               | オリヴァー・ヒルシュビーゲル                   | アドルフ・ヒトラーの最後の日々                                                                      |
| 2004   | ドイツ                                      | エリート養成機関 ナポラ                                 | デニス・ガンゼル                               | ヒトラーユーゲントを卒業した二人の青年                                                              |
| 2004   | アメリカ合衆国                              | 極寒激戦地アルデンヌ 〜西部戦線1944〜                   | ライアン・リトル                               | マルメディ虐殺事件の生存者                                                                          |
| 2004   | アメリカ合衆国                              | ノルマンディー 将軍アイゼンハワーの決断                 | ロバート・ハーモン                             | ノルマンディー上陸作戦の計画                                                                        |
| 2004   | ドイツ                                      | 9日目 〜ヒトラーに捧げる祈り〜                          | フォルカー・シュレンドルフ                     | カトリックの神父に、ナチス政権をサポートするようにバチカン宛ての手紙を書かせようとする親衛隊中尉    |
| 2004   | 日本                                        | 父と暮せば                                              | 黒木和雄                                       | 広島市への原子爆弾投下とその後                                                                      |
| 2005   | イギリス                                    | ラストフロント -1944英米連合軍マーケット・ガーデン作戦- | コリン・ティーグ                               | マーケット・ガーデン作戦                                                                            |
| 2005   | 日本                                        | ローレライ                                              | 樋口真嗣                                       | 東京への原爆投下を阻止しようとする日本の潜水艦                                                      |
| 2005   | ロシア フランス イタリア スイス 日本        | 太陽                                                    | アレクサンドル・ソクーロフ                     | 戦時中の昭和天皇の日々                                                                              |
| 2005   | ドイツ                                      | 白バラの祈り ゾフィー・ショル、最期の日々               | マルク・ローテムント                           | 白いバラのメンバーだったゾフィー・ショルの裁判と最後の日々                                          |
| 2005   | アメリカ合衆国 オーストラリア               | グレート・レイド 史上最大の作戦                         | ジョン・ダール                                 | 日本軍の占領下のフィリピンとRaid at Cabanatuan                                                      |
| 2005   | インド                                      | Netaji Subhas Chandra Bose: The Forgotten Hero          | シャーム・ベネガル                             | スバス・チャンドラ・ボースとインド国民軍の物語                                                      |
| 2005   | 日本                                        | 男たちの大和/YAMATO                                     | 佐藤純彌                                       | 大和型戦艦の乗組員たち                                                                              |
| 2005   | アメリカ合衆国                              | Uボート 最後の決断                                      | トニー・ジグリオ                               | ドイツ軍Uボートが舞台                                                                               |
| 2006   | アメリカ合衆国                              | ザ・ブレイブ・ウォー 第442部隊                          | レイン・ニシカワ                               | 第442連隊戦闘団                                                                                     |
| 2006   | 中国                                        | 東京審判                                                | 高群書                                         | 極東国際軍事裁判                                                                                    |
| 2006   | アメリカ合衆国                              | 父親たちの星条旗                                        | クリント・イーストウッド                       | 硫黄島の戦いをアメリカ側から描く                                                                    |
| 2006   | フランス モロッコ アルジェリア ベルギー     | デイズ・オブ・グローリー                                | ラシッド・ブシャール                           | フランス解放のために従軍した北アフリカ出身の4人の物語                                               |
| 2006   | オーストラリア                              | 男たちの戦場                                            | アリスター・グリアソン                         | ポートモレスビー作戦                                                                                |
| 2006   | アメリカ合衆国                              | 硫黄島からの手紙                                        | クリント・イーストウッド                       | 硫黄島の戦いを日本側から描く                                                                        |
| 2006   | オランダ ドイツ イギリス ベルギー           | ブラックブック                                          | ポール・ヴァーホーヴェン                       | ナチス占領下のオランダが舞台                                                                        |
| 2006   | 日本                                        | 出口のない海                                            | 佐々部清                                       | 人間魚雷回天の乗員                                                                                  |
| 2006   | ドイツ                                      | アウシュビッツ行最終列車 ヒトラー第三帝国ホロコースト   | ダーナ・ヴァヴロヴァ、ヨゼフ・フィルスマイアー | アウシュヴィッツ移送のために家畜用列車に詰め込まれた688人のユダヤ人                                 |
| 2006   | 日本                                        | 紙屋悦子の青春                                          | 黒木和雄                                       | 鹿児島に住む女性と出征していく兵士の物語                                                            |
| 2007   | エストニア                                  | Ühe metsa pojad                                         | Ats Surva                                      | 南部エストニアでの1944年8月の戦い                                                                   |
| 2007   | アメリカ合衆国                              | アメリカンパスタイム 俺たちの星条旗                     | デズモンド・ナカノ                             | トパーズ強制収容所が舞台                                                                            |
| 2007   | イギリス                                    | つぐない                                                | ジョー・ライト                                 | ダイナモ作戦                                                                                        |
| 2007   | ポーランド                                  | カティンの森                                            | アンジェイ・ワイダ                             | カティンの森事件                                                                                    |
| 2007   | 台湾 香港 アメリカ合衆国                    | ラスト、コーション                                      | アン・リー                                     | 第二次世界大戦下の上海での諜報活動                                                                  |
| 2007   | オーストリア                                | ヒトラーの贋札                                          | ステファン・ルツォヴィツキー                   | ベルンハルト作戦                                                                                    |
| 2007   | 中国 日本                                   | 靖国 YASUKUNI                                           | 李纓                                           | 靖国神社に関するドキュメンタリー                                                                    |
| 2007   | 日本                                        | 俺は、君のためにこそ死ににいく                          | 新城卓                                         | 太平洋戦争で特攻隊員として戦死した青年たち                                                          |
| 2007   | 日本                                        | 夕凪の街 桜の国                                         | 佐々部清                                       | 広島市への原子爆弾投下とその後                                                                      |
| 2008   | アメリカ合衆国                              | セントアンナの奇跡                                      | スパイク・リー                                 | スタツェーマ村の虐殺                                                                                |
| 2008   | フランス イギリス                           | レディ・エージェント 第三帝国を滅ぼした女たち           | ジャン＝ポール・サロメ                         | ドイツ軍大佐暗殺のため占領下のフランスに向かった5人の女性SOEエージェント                            |
| 2008   | アメリカ合衆国 イギリス                     | 縞模様のパジャマの少年                                  | マーク・ハーマン                               | 強制収容所所長の息子である8歳の少年と、収容されているユダヤ人少年との友情                           |
| 2008   | オランダ                                    | Oorlogswinter (Winter in wartime)                       | マルティン・コールホーフェン                   | 戦時下のオランダでの少年が主人公                                                                    |
| 2008   | ノルウェー · ドイツ                         | ナチスが最も恐れた男                                    | ヨアヒム・ローニング、エスペン・サンドベリ     | ナチに抵抗したノルウェーのレジスタンスの指導者Max Manusの物語                                       |
| 2008   | アメリカ合衆国                              | ワルキューレ                                            | ブライアン・シンガー                           | 7月20日事件                                                                                         |
| 2008   | アメリカ合衆国                              | ディファイアンス                                        | エドワード・ズウィック                         | ビエルスキ・パルチザン                                                                              |
| 2008   | 日本                                        | 私は貝になりたい                                        | 福澤克雄                                       | BC級戦犯                                                                                            |
| 2008   | デンマーク · チェコ · ドイツ                | 誰がため                                                | オーレ・クリスチャン・マセン                   | ナチスドイツ占領下のデンマーク                                                                      |
| 2008   | オーストラリア 中国 ドイツ                  | チルドレン・オブ・ホァンシー 遥かなる希望の道           | ロジャー・スポティスウッド                     | 日中戦争とGeorge Hogg                                                                               |
| 2009   | アメリカ合衆国                              | イングロリアス・バスターズ                              | クエンティン・タランティーノ                   | |
| 2009   | アメリカ合衆国                              | Little Iron Men                                         | ジェシー・コバヤシ                             | 第442連隊戦闘団                                                                                     |
| 2009   | 中国                                        | 南京!南京!                                              | 陸川                                           | 南京事件                                                                                            |
| 2009   | ドイツ フランス 中国                        | ジョン・ラーベ 〜南京のシンドラー〜                     | フローリアン・ガレンベルガー                   | 南京事件とジョン・ラーベ                                                                            |

## 2010年代
| 制作年 | 制作国                                    | 題名                                                | 監督                           | 扱われた戦闘・出来事・人物など                       |
| ------ | ----------------------------------------- | --------------------------------------------------- | ------------------------------ | ---------------------------------------------------- |
| 2010   | 日本                                      | キャタピラー                                        | 若松孝二                       | 日中戦争                                             |
| 2010   | オーストラリア                            | WAR OF THE SUN カウラ事件-太陽への脱出              | ブラッド・ヘインズ             | カウラ事件                                           |
| 2010   | ロシア                                    | 戦火のナージャ                                      | ニキータ・ミハルコフ           | 独ソ戦                                               |
| 2011   | 日本                                      | 太平洋の奇跡 -フォックスと呼ばれた男-               | 平山秀幸                       | サイパンの戦い                                       |
| 2011   | 韓国                                      | マイウェイ 12,000キロの真実                         | カン・ジェギュ                 | ノモンハン事件、独ソ戦、ノルマンディー上陸作戦       |
| 2011   | 日本                                      | 聯合艦隊司令長官 山本五十六                         | 成島出                         | 山本五十六                                           |
| 2011   | スウェーデン                              | バトル・オン・ザ・ボーダー ノルディック 極寒の攻防  | リカルド・ホルム               |                                                      |
| 2011   | 中国                                      | 金陵十三釵                                          | チャン・イーモウ               | 南京事件                                             |
| 2011   | ロシア                                    | 遥かなる勝利へ                                      | ニキータ・ミハルコフ           | 独ソ戦                                               |
| 2012   | オーストラリア ドイツ イギリス            | さよなら、アドルフ                                  | ケイト・ショートランド         | ヒトラーの子供たちの戦後                             |
| 2012   | ロシア                                    | ホワイトタイガー ナチス極秘戦車・宿命の砲火         | カレン・シャフナザーロフ       | 戦車戦                                               |
| 2013   | オーストラリア イギリス                   | レイルウェイ 運命の旅路                             | ジョナサン・テプリツキー       | 泰緬鉄道                                             |
| 2013   | タイ                                      | メナムの残照                                        | キッティコーン・リアウシリクン | 第二次世界大戦中のタイが舞台                         |
| 2013   | 日本                                      | 少年H                                               | 降旗康男                       | 神戸大空襲                                           |
| 2013   | 日本                                      | 永遠の0                                             | 山崎貴                         | ゼロ戦と神風特攻隊                                   |
| 2014   | アメリカ · イギリス                       | フューリー                                          | デヴィッド・エアー             | 戦車戦                                               |
| 2014   | アメリカ                                  | ミケランジェロ・プロジェクト                        | ジョージ・クルーニー           |                                                      |
| 2014   | アメリカ                                  | 不屈の男 アンブロークン                             | アンジェリーナ・ジョリー       | ルイス・ザンペリーニ                                 |
| 2014   | アメリカ                                  | イミテーション・ゲーム/エニグマと天才数学者の秘密   | モルテン・ティルドゥム         | アラン・チューリング                                 |
| 2014   | フランス ドイツ                           | パリよ、永遠に Diplomatie                           | フォルカー・シュレンドルフ     | パリの解放                                           |
| 2015   | 日本                                      | 日本の一番長い日                                    | 原田眞人                       | 宮城事件                                             |
| 2015   | 日本                                      | 野火                                                | 塚本晋也                       | 大岡昇平原作。フィリピンでの戦争体験。               |
| 2015   | 日本                                      | 杉原千畝 スギハラチウネ                             | チェリン・グラック             | 杉原千畝                                             |
| 2015   | デンマーク                                | エイプリル・ソルジャーズ ナチス・北欧大侵略         | ロニ・エズラ                   | ドイツ軍のデンマーク侵攻（ヴェーザー演習作戦）       |
| 2015   | エストニア · フィンランド                 | 1944 独ソ・エストニア戦線                           | エルモ・ニュカネン             |                                                      |
| 2015   | ハンガリー                                | サウルの息子                                        | ネメシュ・ラースロー           | ゾンダーコマンド                                     |
| 2016   | アメリカ                                  | パシフィック・ウォー                                | マリオ・ヴァン・ピーブルズ     | チャールズ・B・マクベイ3世                           |
| 2016   | チェコ · イギリス · フランス              | ハイドリヒを撃て!「ナチの野獣」暗殺作戦             | ショーン・エリス               | エンスラポイド作戦                                   |
| 2016   | フランス                                  | 少女ファニーと運命の旅                              | ローラ・ドワイヨン             |                                                      |
| 2016   | イギリス · アメリカ                       | 偽りの忠誠 ナチスが愛した女 The Exception           | デヴィッド・ルヴォー           | イギリスの女スパイとドイツ軍将校による許されぬ恋物語 |
| 2016   | アメリカ · オーストラリア                 | ハクソー・リッジ                                    | メル・ギブソン                 | デズモンド・T・ドス                                  |
| 2016   | ノルウェー                                | ヒトラーに屈しなかった国王                          | エリック・ポッペ               | ホーコン7世                                          |
| 2016   | ドイツ フランス イギリス                  | ヒトラーへの285枚の葉書 Alone in Berlin             | ヴァンサン・ペレーズ           | ペンと葉書を武器にナチス政権に抵抗した夫婦の物語     |
| 2016   | 日本                                      | この世界の片隅に                                    | 片渕須直                       | 戦時下の広島で暮らす庶民の姿を描く                   |
| 2017   | イギリス · アメリカ                       | ウィンストン・チャーチル/ヒトラーから世界を救った男 | ジョー・ライト                 | 初期の西部戦線 (第二次世界大戦)                      |
| 2017   | イギリス                                  | チャーチル ノルマンディーの決断                     | ジョナサン・テプリツキー       | ノルマンディー上陸作戦決行までの96時間               |
| 2017   | イギリス · アメリカ · フランス · オランダ | ダンケルク                                          | クリストファー・ノーラン       | ダイナモ作戦                                         |
| 2017   | ドイツ フランス ポーランド                | ちいさな独裁者                                      | ロベルト・シュヴェンケ         | ドイツ空軍の脱走兵                                   |
| 2017   | イギリス · アメリカ                       | ユダヤ人を救った動物園 〜アントニーナが愛した命〜   | ニキ・カーロ                   | ナチス・ドイツ占領下のポーランド                     |
| 2017   | 中国                                      | デスティニー・イン・ザ・ウォー                      | ビレ・アウグスト               | ドーリットル空襲と中国戦線                           |
| 2017   | フィンランド                              | アンノウン・ソルジャー 英雄なき戦場                 | アク・ロウヒミエス             | 継続戦争                                             |
| 2018   | 中国                                      | エア・ストライク                                    | シャオ・フェン                 | 重慶爆撃                                             |
| 2018   | アメリカ                                  | オーヴァーロード                                    | ジュリアス・エイヴァリー       |                                                      |
| 2019   | アメリカ                                  | ミッドウェイ                                        | ローランド・エメリッヒ         | ミッドウェー海戦                                     |
| 2019   | ロシア                                    | 戦争と女の顔                                        | カンテミール・バラーゴフ       | 独ソ戦                                               |

## 2020年代
| 制作年 | 制作国                                    | 題名                                            | 監督                         | 扱われた戦闘・出来事・人物・組織など                                                                 |
| ------ | ----------------------------------------- | ----------------------------------------------- | ---------------------------- | --- |
| 2020   | 日本                                      | スパイの妻〈劇場版〉                            | 黒沢清                       | 731部隊                                                                                              |
| 2020   | アメリカ · イギリス · ドイツ              | 沈黙のレジスタンス 〜ユダヤ孤児を救った芸術家〜 | ジョナサン・ヤクボウィッツ   | ナチス・ドイツによるフランス占領                                                                     |
| 2020   | アメリカ · ニュージーランド               | シャドウ・イン・クラウド                        | ロザンヌ・リャン             | |
| 2020   | ノルウェー                                | ホロコーストの罪人                              | エイリーク・スヴェンソン     | ノルウェーの秘密警察とホロコースト                                                                   |
| 2021   | 日本 · アメリカ                           | 太陽の子                                        | 黒崎博                       | 日本の原子爆弾開発 日本への原子爆弾投下                                                              |
| 2022   | 日本                                      | ラーゲリより愛を込めて                          | 瀬々敬久                     | ソ連によってシベリアに抑留された山本幡男                                                             |
| 2022   | 日本                                      | 島守の塔                                        | 五十嵐匠                     | 沖縄戦 島田叡と荒井退造                                                                              |
| 2022   | イギリス                                  | オペレーション・ミンスミート -ナチを欺いた死体- | ジョン・マッデン             | ミンスミート作戦                                                                                     |
| 2022   | ドイツ                                    | ヒトラーのための虐殺会議                        | マッティ・ゲショネック       | ヴァンゼー会議                                                                                       |
| 2023   | 日本                                      | あの花が咲く丘で、君とまた出会えたら。          | 成田洋一                     | 特別攻撃隊                                                                                           |
| 2023   | アメリカ · イギリス · ポーランド          | 関心領域                                        | ジョナサン・グレイザー       | ホロコースト アウシュヴィッツ強制収容所                                                              |
| 2023   | アメリカ                                  | オッペンハイマー                                | クリストファー・ノーラン     | マンハッタン計画 日本への原子爆弾投下                                                                |
| 2023   | イタリア ベルギー                         | 潜水艦コマンダンテ 誇り高き決断                 | エドアルド・デ・アンジェリス | 潜水艦コマンダンテ・カッペリーニ                                                                     |
| 2023   | ドイツ · オーストリア · スイス · イギリス | ステラ ヒトラーにユダヤ人同胞を売った女         | キリアン・リートホーフ       | ゲシュタポのスパイとなって大勢のユダヤ人同胞を密告して収容所送りにしたステラ・ゴルトシュラークの実話 |
| 2024   | イギリス アメリカ合衆国                   | ブリッツ ロンドン大空襲                         | スティーヴ・マックィーン     | ザ・ブリッツ（ロンドン大空襲）                                                                       |
| 2025   | 日本                                      | 木の上の軍隊                                    | 平一紘                       | |
| 2025   | 日本                                      | 雪風 YUKIKAZE                                   | 山田敏久                     | |